# BOSC23細胞
BOSC23是衍生自293T細胞系的人類腎細胞系，由沃倫·皮爾（Warren Pear）在戴維·巴爾的摩的實驗室中開發。BOSC23的主要用途是製造重組逆轉錄病毒。它穩定表達莫洛尼鼠白血病病毒蛋白。當用重組反轉錄病毒載體DNA瞬時轉染時，會產生高滴度的感染性反轉錄病毒顆粒。該細胞不會產生具有複製能力的病毒，這是一項重要的安全功能。BOSC23具有源自其親本系293T的新黴素/ 遺傳黴素的耐藥性，以及潮黴素和黴酚酸的耐藥性。BOSC23是癌症研究的模型，並且缺乏已活化的Src蛋白。

## 衍生细胞系
- HEK 293Db
- HEK 293E
- 293FT細胞
- HEK 293F
- HEK 293T细胞
  - HEK293T/17
    - ANJOU 65
      - Bing细胞
      - Bartlett 96
        - BOSC23細胞

## 外部連結
- Cellosaurus entry for BOSC23（页面存档备份，存于）